# فيوز (قناة تلفزيونية)
فيوز هي قناة موسيقى تلفزيونية انطلقت بتاريخيوليو 1, 1994، يقع مقرها في نيويورك.

## وصلات خارجية
- الموقع الإلكتروني